# Parandra tavakiliani
Parandra tavakiliani là một loài bọ cánh cứng trong họ Cerambycidae.